# Ranitomeya amazonica
Ranitomeya amazonica es una especie de anfibio anuro de la familia Dendrobatidae.

## Distribución geográfica
Esta especie habita hasta 200 m de altitud:
- en Perú en la región de Loreto;
- en Colombia en el departamento de Amazonas;
- en el sur de Guyana;
- en Guayana Francesa;
- en Brasil, en los estados de Amapá, Pará y Amazonas.[4]

## Descripción
Ranitomeya amazonica mide de 16 a 19 mm.

## Etimología
Esta especie lleva su nombre en referencia al lugar de su descubrimiento, el Amazonas.

## Publicación original
- Schulte, 1999 : Pfeilgiftfrösche Artenteil Peru. Nikola Verlag, Stuttgart p. 1-292.[5]